# 요시 아일랜드 DS
《요시 아일랜드 DS》는 닌텐도의 휴대용 게임기 닌텐도 DS를 대상으로 만들어진 액션 게임으로, 대한민국에는 2007년 11월 8일에 정식 발매되었다. 1995년에 발매된 슈퍼 마리오 월드 2: 요시 아일랜드의 속편이다.

## 게임의 내용
베이비 마리오와 베이비 루이지, 베이비 피치, 베이비 DK가 마귀에게 납치되어 가던 중 베이비 마리오와 베이비 피치가 요시들이 사는 섬으로 추락하게 된다. 이를 발견한 요시는 베이비 마리오, 베이비 피치와 함께 납치된 다른 아기들을 구출하러 나서게 된다.
게임보이 어드밴스용 게임인 슈퍼 마리오 월드 2: 요시 아일랜드와는 달리 월드 5까지 있는 것이 특징이며 각 월드의 4탄은 요새, 8탄은 성으로 구분되어 있다. 그리고 월드 1-2의 미니게임을 열면 시작할 때 파일을 연 후 '미니게임'이 표시되어 있는 것을 확인할 수 있다.

## 등장인물 및 특기
- 베이비 마리오 - 대시
- 베이비 피치 - 양산을 펴서 바람 타고 날아오르기
- 베이비 DK (동키콩) - 파워를 이용한 가벼운 몸놀림 (매달리거나 대시공격)
- 베이비 와리오 - 자석 사용
- 베이비 쿠파 - 불 뿜기

## 미니게임
- 도전!! 견디기
- 빨리 먹기 시합
- 알 노리기
- 튜울립 슟
- 통통볼 미로

## 평가
| 평가 |         |
| --- | ------- |
| 통합 점수 통합사 점수 게임랭킹스 81.15% [ 1 ] 메타크리틱 81/100 [ 2 ] 평론 점수 평론사 점수 게임 인포머 8.25/10 [ 3 ] 게임프로 4.25/5 [ 4 ] 게임스팟 9.1/10 [ 5 ] 게임스파이 [ 6 ] IGN 8/10 [ 7 ] ONM 87/100 [ 8 ] |         |
| 통합 점수 |         |
| 통합사 | 점수    |
| 게임랭킹스 | 81.15%  |
| 메타크리틱 | 81/100  |
| 평론 점수 |         |
| 평론사 | 점수    |
| 게임 인포머 | 8.25/10 |
| 게임프로 | 4.25/5  |
| 게임스팟 | 9.1/10  |
| 게임스파이 | [ 6 ]   |
| IGN | 8/10    |
| ONM | 87/100  |